# طيطوي أحمر الساق

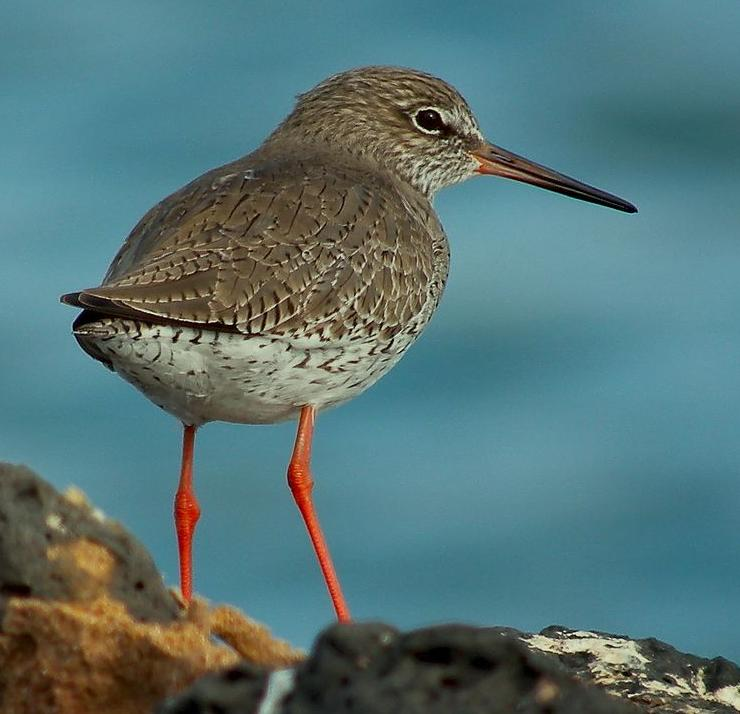
طيطوي أحمر الساق

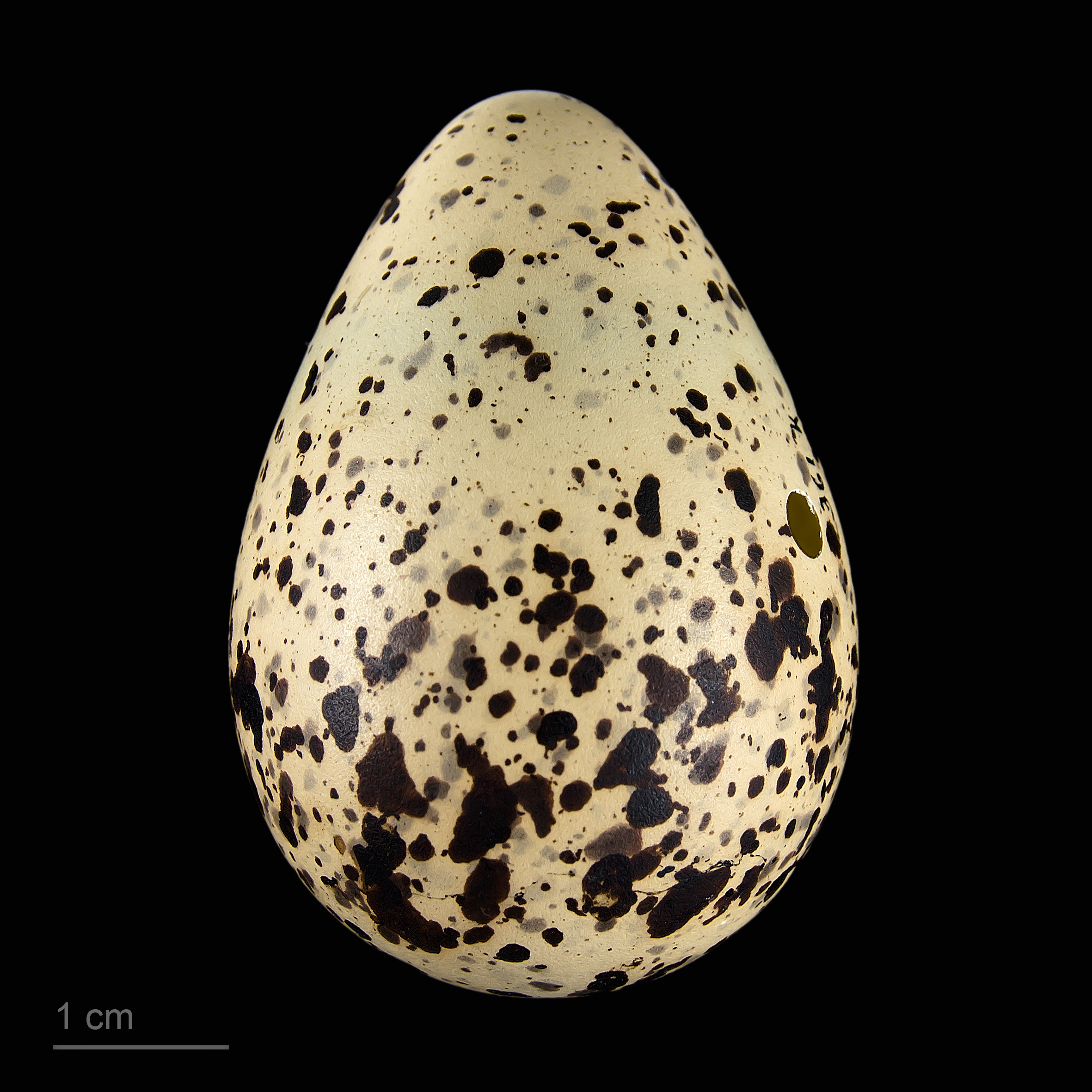
Tringa totanus totanus

طيطوي أحمر الساق (Common Redshank)الاسم العلمي:(Tringa Totanus)،
يمكن التعرف على هذا الطائر الخواض بسهولة من طول جسمه وأرجله البرتقالية الطويلة ومنقاره الطويل البرتقالي والأسود، ويكون لون جسمه مائل للرمادي من فوق وأبيض من أسفل، وبه خطوط على صدره وتبرز أكثر هذه الخطوط في فصل الصيف حيث هذه الطيور في موسم التزاوج. مهاجر شائع جداً.

## اقرأ أيضا
- تطور الطيور
- النحام الكبير فنتير
- البلشون الرمادي
- أبو قردان (بلشون البقر)
- بلشون الصخر
- أبوملعقة
- الحذف الشتوي (بطة)